# Galengdowo
Galengdowo is een bestuurslaag in het regentschap Jombang van de provincie Oost-Java, Indonesië. Galengdowo telt 2982 inwoners (volkstelling 2010).